# درنای استرالیایی
درنای استرالیایی (نام علمی: Grus rubicunda) نام یک گونه از سرده درناها است.